# Schoutenia furfuracea
Schoutenia furfuracea är en malvaväxtart som beskrevs av Kochummen. Schoutenia furfuracea ingår i släktet Schoutenia och familjen malvaväxter. Inga underarter finns listade i Catalogue of Life.